# غودهو ليفينغستون
غودهو ليفينغستون (بالإنجليزية: Goodhue Livingston)‏ هو مهندس معماري أمريكي، ولد في 1867 في نيويورك في الولايات المتحدة، وتوفي في 1951 في ساوثهامبتون ‏ في الولايات المتحدة.